# Karen Harding
Karen Harding (* 1991 in Consett) ist eine englische Pop- und R&B-Sängerin aus Newcastle.

## Biografie
Ihre ersten beiden Anläufe, um ins Musikgeschäft zu kommen, startete Karen Harding bei Castingshows. Mit 19 Jahren nahm sie am britischen Vorentscheid für den Eurovision Song Contest 2010 teil. Drei Jahre später startete sie bei The X Factor. Beide Male kam aber frühzeitig das Aus. Jedoch wurde über das Internet der Produzent MNEK auf sie aufmerksam, insbesondere auf ihre Coverversion des Songs Latch von Disclosure, und lud sie zu einer Aufnahmesession ein. Dabei entstand unter anderem der gemeinsam geschriebene Song Say Something. Damit gelang es ihr, einen Plattenvertrag bei Method Records zu bekommen, dem Label, bei dem auch Disclosure unter Vertrag stand. Das Lied erschien Anfang 2015 und verhalf Harding auf Anhieb zu einem Top-Ten-Hit in ihrem Heimatland, für den sie auch eine Goldene Schallplatte für 400.000 verkaufte Einheiten bekam.
Danach gab es erst einmal keine weitere Singleveröffentlichung. Sie arbeitete an Material für ein Album, absolvierte zahlreiche Auftritte, vor allem bei den Sommerfestivals, und begleitete Sigma auf Tour. Einzig als Sängerin für das Produzentenduo Blonde auf der Single Feel Good (It’s Alright) machte sie im Spätsommer noch einmal in den Charts auf sich aufmerksam. Ihre zweite eigene Single mit dem Titel Open My Eyes wurde für Januar 2016 angekündigt.

## Diskografie
Lieder
- Say Something (2015)
- Open My Eyes (2016)
- Like I Can (mit Tough Love) (2016)
- Runaway (mit Tom Ferry) (2018)
- Picture (2018)

Gastbeiträge
- Feel Good (It’s Alright) / Blonde featuring Karen Harding (2015)
- Sweet Lies / Wilkinson featuring Karen Harding (2016, UK: Silber)
- Good for Me / Giorgio Moroder featuring Karen Harding (2016)
- Gun Shy / ImanoS featuring Pusha T & Karen Harding (2017)
- Down / FooR featuring Karen Harding (2017)
- The Weekend / This Diamond Life featuring Karen Harding (2017)
- More & More / Tom Zanetti featuring Karen Harding (2017)
- All U Need / Example featuring Karen Harding (2018)
- Stay / Le Youth featuring Karen Harding (2018)
- All For You / Wilkinson featuring Karen Harding (2019, UK: Silber)
- Unity / Röyksopp featuring Karen Harding (2022)